# NGC 2776
NGC 2776 је спирална галаксија у сазвежђу Рис која се налази на NGC листи објеката дубоког неба.
Деклинација објекта је + 44° 57' 17" а ректасцензија 9h 12m 14,5s. Привидна величина (магнитуда) објекта NGC 2776 износи 11,4 а фотографска магнитуда 12,1. Налази се на удаљености од 38,7000 милиона парсека од Сунца. NGC 2776 је још познат и под ознакама UGC 4838, MCG 8-17-56, CGCG 238-20, IRAS 09089+4509, KARA 314, KUG 0908+451, PGC 25946.